# Роберт Матервелл
Роберт Матервелл (англ. Robert Motherwell; 24 січня 1915 — 16 липня 1991) — американський художник абстракціоніст-експресіоніст, гравер і редактор The Dada Painters and Poets: an Anthology. Він був одним із наймолодших представників Нью-Йоркської школи, до якої також входили Віллем де Кунінг, Джексон Поллок і Марк Ротко.
Отримавши філософську підготовку, Матервелл став художником, якого вважали одним із найбільш чітких промовців і засновників абстрактних художників-експресіоністів. Він був відомий своєю серією абстрактних картин і гравюр, в яких працював із політичними, філософськими та літературними пиатннями, як-от «Елегія до Іспанської Республіки».

## Молоді роки та освіта
Роберт Матервелл народився 24 січня 1915 року в Абердині, штат Вашингтон, і був першою дитиною Роберта Бернса Матервелла II і Маргарет Хоган Матервелл. Пізніше сім'я переїхала до Сан-Франциско. Ленс Вуд Харт — художник і викладач мистецтва, що також мешкав в Абердині, став раннім наставником Матервелла. Через астму, Матервелл виріс на тихоокеанському узбережжі та провів більшу частину своїх шкільних років у Каліфорнії. Там в нього розвинулась любов до широких просторів та яскравих кольорів, які згодом стали основними характеристиками його абстрактних картин (зокрема, він надихався місцевим ультрамариновим небом та каліфорнійськими пагорбами кольору жовтої охри). Через те, що в дитинстві художник мав слабке здоров'я, пізніше він звернувся до теми смерті у своїй творчості.
Між 1932 і 1937 роками Матервелл вивчав живопис у Каліфорнійській школі образотворчих мистецтв у Сан-Франциско та отримав ступінь бакалавра філософії в Стенфордському університеті. У Стенфорді Матервелл познайомився з модернізмом, адже читав чимало символістської та іншої літератури, особливо Малларме, Джеймса Джойса, Едгара Аллана По та Октавіо Паса. Ця пристрасть залишилася з Матервеллом на все життя і стала головною темою його картин і малюнків наступних років.
У віці 20 років Матервелл здійснив гранд-тур Європою в супроводі батька та сестри. Вони почали свою подорож в Парижі, а потім поїхали в італійський муніципалітет Амальфі. Наступними зупинками були Швейцарія, Німеччина, Нідерланди та Великобританія. Група завершила свій тур у Матервеллі, Шотландія.
За словами Матервелла, він пішов до Гарварду, адже хотів бути художником. Хоча батько переконував його обрати більш прибуткову сферу: «І нарешті, після місяців дійсно холодної війни, він уклав зі мною дуже щедру угоду: якщо я здобуду ступінь доктора філософії, щоб мати можливість викладати в коледжі, і таким чином отримувати постійний дохід, батько даватиме мені п'ятдесят доларів щотижня протягом всього мого життя…». Матервелл погодився на цю умову.
У Гарварді Матервелл навчався в Артура Онкена Лавджоя та Девіда Вайта Пралла. Він провів рік у Парижі, де досліджував твори Ежена Делакруа та познайомився з американським композитором Артуром Бергером, який порадив Матервеллу продовжити навчання в Колумбійському університеті під керівництвом Мейєра Шапіро. В 1939 році Ленс Вуд Харт, професор малювання та живопису в Університеті Орегону, запросив Матервелла приєднатися до нього в Юджині, аби допомогти з викладанням протягом семестру.

## Нью-Йоркська школа і сюрреалісти

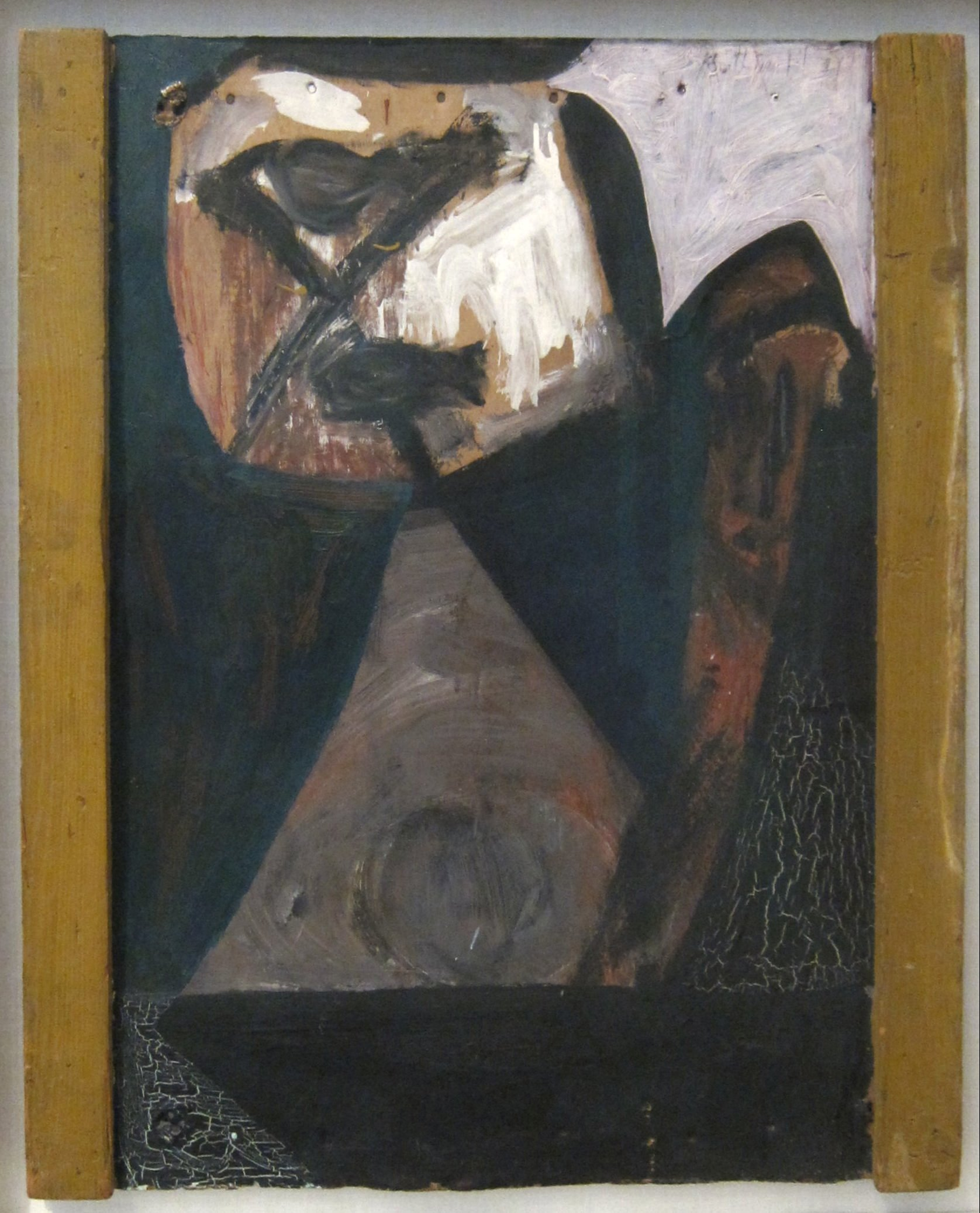
Роберт Матервелл, «Улісс», 1947, олійна фарба на картоні та дерев'яній конструкції, Tate Modern

У 1940 році Матервелл переїхав до Нью-Йорка, щоб навчатися в Колумбійському університеті, де Мейєр Шапіро заохотив його присвятити себе живопису, а не науковій діяльності. Шапіро познайомив молодого художника з групою паризьких сюрреалістів у вигнанні (Макс Ернст, Марсель Дюшан, Андру Массон) і влаштував Матервелла на навчання у Курта Селігмана. Час, який Матервелл провів із сюрреалістами, вплинув на його сприйняття мистецтва. Після подорожі 1941 року з Роберто Матта до Мексики, Матервелл вирішив перетворити живопис на свою ключову діяльність. Ескізи, які художние створив у Мексиці, пізніше перетворилися на його перші важливі картини, як-от «Маленька іспанська в'язниця» (1941) і «Панчо Вілья, Мертвий і живий» (1943).
Матта познайомив Матервелла з концепцією «автоматичного» малювання або автоматизму, який сюрреалісти використовували для того, аби краще зрозуміти своє несвідоме. Ця концепція справила на Матервелла значний вплив, який посилився ще більше після його зустрічі з художником Вольфгангом Пааленом. Вони домовились про співпрацю, тож Матервелл продовжив своє перебування в Мексиці на кілька місяців. У відомій роботі Матервелла «Мексиканський скетчбук» простежується зміна його стилю: якщо на перші малюнки художника вплинули Матта та Ів Тангі, в пізніших малюнках, які Матервелл створив під час співпраці з Пааленом, пристні плоскі графічні каденції та інші деталі, яких не було у ранніх творах. В 1991 році, незадовго до своєї смерті, Матервелл згадав про «мовчазну змову» щодо ролі Паалена в розвитку абстрактного експресіонізму — на його думку, художника недооцінювали.
Після повернення з Мексики Матервелл витратив час на розробку свого творчого принципу, заснованого на автоматизмі: «Я зрозумів, що американці потенційно можуть малювати, як ангели, але що навколо не було творчого принципу, тому всі, хто любив сучасне мистецтво, копіювали його. Горький копіював Пікассо. Поллок копіював Пікассо. Де Кунінг копіював Пікассо. Я маю на увазі, що я кажу це некваліфіковано. Я малював французькі інтимні картини чи що там. І все, що нам було потрібно, це творчий принцип, я маю на увазі щось, що мобілізувало б цю здатність малювати творчим способом, і це те, що Європа мала, чого не було в нас; ми завжди йшли за ними. І я подумав, що всі можливості вільної асоціації — оскільки я також мав психоаналітичний досвід і розумів наслідки — можуть бути найкращим шансом справді створити щось абсолютно нове, що, як усі погодилися, є справою».
Таким чином, на початку 1940-х років Роберт Матервелл відіграв значну роль у закладенні основи нового руху абстрактного експресіонізму (або Нью-Йоркської школи): «Матта хотів розпочати революцію, рух у сюрреалізмі. Він попросив мене знайти інших американських художників, які б допомогли створити новий рух. Саме тоді ми з Базіотес пішли до Поллока, де Кунінга, Гофмана, Камровскі, Бузи та кількох інших людей. Наша ідея сподобалась Пеггі Гуггенхайм, і вона пообіцяла, що влаштує шоу, аби представити новий рух…».
У 1942 році Матервелл почав виставляти свої роботи в Нью-Йорку, а1944 року відбулася його перша персональна виставка в галереї «Мистецтво цього століття» Пеггі Гуггенхайм; того ж року MoMA став першим музеєм, що придбав його роботу. В середині 1940-х Матервелл стає провідним представником авангардного мистецтва в Америці. Він спілкувався із Вільямом Базіотесом, Девідом Хейром, Барнеттом Ньюманом та Марком Ротко, і зрештою започаткував разом із ними Subjects of the Artist School (1948—1949).
Матервелл був членом редакції сюрреалістичного журналу VVV і дописував до журналу Вольфганга Палена DYN. Він також відредагував збірку есе Паалена «Форма і сенс», що вийшла 1945 року як перший випуск «Проблем сучасного мистецтва».

У 1948 році Матервелл створив роботу, що стала поштовхом до написання «Елегій до Іспанської Республіки», однієї з його найвідоміших серій робіт. Протягом останнього року Матервелл створив зображення, що включає вірш Розенберга « Птах для кожного птаха», призначене для включення до другого випуску огляду. Верхня частина твору була рукописним, стилізованим відтворенням останніх трьох рядків вірша, а нижня частина — візуальним елементом, що складався з грубо відтворених чорних яйцеподібних і прямокутних форм на білому тлі. Робота мала на меті «ілюструвати» жорстокі образи вірша абстрактним, небуквальним способом. Другий номер Possibilities не вийшов, тож Матервелл відклав свою роботу та заново відкрив її приблизно через рік. Тоді він вирішив переробити її основні елементи. Це призвело до появи «Елегій до Іспанської Республіки», які Матервелл продовжував створювати до кінця свого життя.
У 1948 році Матервелл, Вільям Базіотес, Барнетт Ньюман, Девід Харе та Марк Ротко заснували школу художників Subjects of Artist School на 35 East 8th Street. Лекції, які відвідували багато людей, були відкриті для публіки з такими доповідачами, як Жан Арп, Джон Кейдж і Ад Рейнхардт. Школа потерпіла фінансову невдачу і закрилася навесні 1949 року Протягом 1950-х років Матервелл викладав живопис у коледжі Хантера в Нью-Йорку та в коледжі Блек-Маунтін у Північній Кароліні. Сай Твомблі, Роберт Раушенберг і Кеннет Ноланд навчалися під керівництвом і під впливом Матервелла. У той час він був плідним письменником і лектором, і на додаток до керівництва впливовою серією «Документи сучасного мистецтва» він редагував «Художники та поети дадаїзму: антологія», яка була опублікована в 1951 році.
З 1954 по 1958 рік, коли розпався другий шлюб Матервелла, він працював над невеликою серією картин — вони включали слова Je t'aime, і висловлювали його найінтимніші почуття. Художник почав доповнювати свої колажі матеріалами зі студії, що не прийнято вважати художніми, як-от упаковки з-під сигарет й етикетки. 1958 року Матервелл одружився з художницею-абстракціоністкою Гелен Франкенталер. Через те, що Франкенталер і Матервелл є вихідцями із заможних родин, і регулярно влаштовували розкішні вечірки, їх називали «золотою парою».

## Пізні роки
У 1958—1959 роках роботи Матервелла було включено до мандрівної виставки «Новий американський живопис», ініційованої Музеєм сучасного мистецтва. У 1958 році Матервелл і Франкенталер провели тримісячний медовий місяць в Іспанії та Франції, після чого художник почав творити з новою силою. Серія «Дві фігури», яку він зробив того року, демонструє «яскравість кольорів Хелен» в його роботах.
Протягом 1960-х Матервелл багато виставлявся як в Америці, так і в Європі, а в 1965 році він провів велику ретроспективну виставку в Музеї сучасного мистецтва; ця експозиція згодом подорожувала до Амстердама, Лондона, Брюсселя, Ессена та Турину.
У 1964 році Матервелл створив велику за розміром картину під назвою «Дублін 1916, із чорним і засмаглим», яка знаходиться в художній колекції Емпайр Стейт Плаза губернатора Нельсона А. Рокфеллера в Олбані, штат Нью-Йорк. Розмір і зміст твору свідчать про те, що Матервелл мав намір створити пам'ятник героїзму в традиції Герніки Пікассо.
У 1965 році Матервелл працював над іншою видатною серією під назвою «Лірична сюїта», названа на честь струнного квартету Албана Берга.

У 1967 році Матервелл почав працювати над своєю серією робіт «Open». Натхненний зіставленням великого та малого полотна, Матервелл працював над цієї серією майже два десятиліття. Відкриття складаються з обмежених кольорових площин, розбитих мінімальними візуалізованими лініями в нещільно прямокутних конфігураціях. У міру розвитку серії роботи ставали складнішими та більш живописними.
Наприкінці 1960-х Матервелл використовував пакети Gauloises і картонні коробки в багатьох колажах. Зокрема він створив велику серію з пакетами, які поєднав з яскраво-червоною акриловою фарбою.
У 1972 році Матервелл одружився з художницею та фотографкою Ренате Понсолд і переїхав до Гринвіча, штат Коннектикут, де вони жили в каретному будиночку з сінником, сараєм і гостьовим котеджем, що прилягав до великої студії. Протягом 1970-х років Матервелл проводив ретроспективні виставки в кількох містах Європи, зокрема у Дюссельдорфі, Стокгольмі, Відні, Парижі, Единбурзі та Лондоні. У 1977 році Матервелл отримав велике замовлення створення розпису в Національній галереї мистецтв у Вашингтоні, округ Колумбія.
У 1983 році було проведено велику ретроспективну виставку робіт Матервелла, організована Дугласом Г. Шульцем Вона відбулася в художній галереї Олбрайт-Нокс у Буффало, Нью-Йорк.
У 1985 році Матервелл був нагороджений медаллю Едварда Макдавелла.
У 1988 році Матервелл працював з видавцем Ендрю Гойемом з Arion Press над обмеженим тиражем модерністського роману Джеймса Джойса «Улісс». Motherwell створив 40 літографій для цього проєкту.

## Смерть і спадщина
Матервелл помер у Провінстауні, штат Массачусетс, 16 липня 1991 року. Після його смерті Клемент Грінберг, представник Нью-Йоркської школи, не залишив сумнівів у своїй повазі до художника, зазначивши, що «хоча сьогодні його недооцінюють, на мою думку, він був одним із найкращих абстрактних художників-експресіоністів».
У 1981 Роберт Матервелл заснував фонд Dedalus, діяльність якого фокусується на сприянні розумінню громадськістю сучасного мистецтва та модернізму шляхом підтримки досліджень, освіти, публікацій і виставок у цій галузі.